# Olaf Glöckner
Olaf Glöckner (* 1965 in Karl-Marx-Stadt) ist ein deutscher Historiker, spezialisiert auf Jüdische Geschichte.

## Leben
Olaf Glöckner studierte Israelwissenschaften, Neuere Geschichte und Jüdische Studien an der Humboldt-Universität Berlin und der Universität Potsdam (M.A.). Danach führten ihn längere Forschungsaufenthalte und journalistische Reisen nach Israel. 1998 war er Mitarbeiter am Neuen Lexikon des Judentums. Seit 2003 ist er wissenschaftlicher Mitarbeiter am Moses Mendelssohn Zentrum für europäisch-jüdische Studien in Potsdam, wo er den Forschungsschwerpunkt „Soziologie des Judentums“ betreut und sich u. a. mit moderner jüdischer Migration, deutsch-israelischen Beziehungen und neuen Formen von Antisemitismus beschäftigt. 2010 wurde er an der Universität Potsdam mit der Dissertation Immigrated Russian Jewish Elites in Israel and Germany. Integration, Self-Image and Role in Community Building zum Dr. phil. promoviert. An der Universität Potsdam lehrt Glöckner am Historischen Institut und am Institut für Jüdische Studien und Religionswissenschaften. Glöckner ist Autor von Büchern und Fachaufsätzen und schrieb auch für das Dossier „Israel“ der Bundeszentrale für politische Bildung (bpb).

## Veröffentlichungen (Auswahl)
- mit Wahied Wahdat-Hagh: Integrationsbedarfe und Einstellungsmuster von Geflüchteten im Land Brandenburg. Eine Studie des Moses Mendelssohn Zentrums. Universitätsverlag Potsdam, Potsdam 2019, ISBN 978-3-86956-471-5.
- als Herausgeber mit Günther Jikeli: Das neue Unbehagen. Antisemitismus in Deutschland heute (= Haskala. 53). Olms, Hildesheim u. a. 2019, ISBN 978-3-487-15788-7.
- David Friedländer. Aufklärer, Brückenbauer, Philanthrop (= Jüdische Miniaturen. 224). Hentrich & Hentrich, Leipzig 2018, ISBN 978-3-95565-269-2.
- als Herausgeber mit Helmut Müssener: Deutschsprachige jüdische Migration nach Schweden. 1774 bis 1945 (= Europäisch-jüdische Studien. 33). De Gruyter Oldenbourg, Berlin u. a. 2017, ISBN 978-3-11-052987-6.
- als Herausgeber mit Roy Knocke: Das Zeitalter der Genozide. Ursprünge, Formen und Folgen politischer Gewalt im 20. Jahrhundert (= Gewaltpolitik und Menschenrechte. 1). Duncker & Humblot, Berlin 2017, ISBN 978-3-428-15299-5.
- als Herausgeber mit Eliezer Ben-Rafael, Julius H. Schoeps, Yitzhak Sternberger: Handbook of Israel. Major Debates. 2 Bände. De Gruyter Oldenbourg, Berlin u. a. 2016, ISBN 978-3-428-15299-5.
- als Herausgeber mit Julius H. Schoeps: Deutschland, die Juden und der Staat Israel. Eine politische Bestandsaufnahme (= Haskala. 49). Olms, Hildesheim u. a. 2016, ISBN 978-3-487-08580-7.
- als Herausgeber mit Haim Fireberg: Being Jewish in 21st Century Germany (= Europäisch-jüdische Studien. Beiträge. 16). De Gruyter Oldenbourg, Berlin u. a. 2015, ISBN 978-3-11-034994-8.
- als Herausgeber mit Gunda Ulbricht: Juden in Sachsen. Edition Leipzig, Leipzig 2013, ISBN 978-3-361-00694-2.